# ماریسا ابگ
ماریسا ابگ (انگلیسی: Marisa Abegg؛ زادهٔ ۱۴ مارس ۱۹۸۷) بازیکن فوتبال اهل ایالات متحده آمریکا است.
از باشگاه‌هایی که در آن بازی کرده‌است می‌توان به واشینگتن اسپیریت، مجیک‌جک، گلد پراید، و واشینگتن فریدام اشاره کرد.
وی همچنین در تیم‌های ملی فوتبال United States women's national under-20 soccer team و زیر ۲۳ سال زنان ایالات متحده آمریکا بازی کرده‌است.